# 威爾維茨狸藻
威爾維茨狸藻（學名：Utricularia welwitschii）為狸藻屬多年生小型至中型食虫植物。其种加词“welwitschii”来源于奥地利植物学家弗雷德里希·威尔维茨。威爾維茨狸藻为非洲熱帶的特有種，存在于剛果民主共和國、馬達加斯加、馬拉威、南非、坦尚尼亞、尚比亞以及辛巴威。威爾維茨狸藻陆生于砂质或泥炭质的濕地草原中，海拔分布范围为100米至2200米。1865年，丹尼爾·奧利弗最先发表了威爾維茨狸藻的描述。1964年，彼得·泰勒描述了两种威爾維茨狸藻的变种，分别为牙萼威尔维茨狸藻（U. welwitschii var. odontosepala）和小萼威尔维茨狸藻（U. welwitschii var. microcalyx）。但之后，他又将这两个类群提升为独立物种，分别为牙萼狸藻（U. odontosepala）與小萼狸藻（U. microcalyx）。

## 外部連結
- 食虫植物照片搜寻引擎中威爾維茨狸藻的照片 （页面存档备份，存于）

 维基共享资源上的相關多媒體資源：威爾維茨狸藻
 維基物種上的相關：威爾維茨狸藻